# Jiří Vávra
Jiří Vávra (Liberec, 1975. március 6. –) cseh válogatott labdarúgó.

## Pályafutása

### Klubcsapatokban
A labdarúgó pályafutása az Slovan Liberecben indult, a sorkatonaság alatt a Dukla Praha együttesében játszott. A katonai szolgálat letelte után az Slavia Praha csapatában szerepelt. A Slaviától igazolt az izraeli Makkabi Haifához.
Hazatérése után az Jablonecet és egy rövid ideig a  Příbramot erősítette. Miután elhagyta Jablonecet, a Viktoria Žižkov csapatában játszott. Pályafutása végén kölcsönjátékosként Bácson a szlovák második ligában szerepelt.
A Slaviával bejutott az 1995–1996-os UEFA-kupa elődöntőjébe, 1996. március 19-én az AS Roma elleni negyeddöntő visszavágóján lépett pályára. Az 1995–96-os szezonban bajnoki címet szerzett a Slaviával, a 2001–02-es szezonban pedig a harmadik helyet szerezte meg a Gambrinus ligában a Viktoria Žižkovval. 173 meccsen lépett pályára a cseh élvonalban, és 12 gólt szerzett.
Aktív profi játékospályafutása befejezése után alsóbb osztályban, majd az SK Viktorie Jirnyben játszott.

### A válogatottban
A cseh U21-es válogatottban 16 mérkőzésen lépett pályára és 2 gólt szerzett.
A cseh válogatottban 1995. május 18-án játszotta egyetlen mérkőzését a Szlovákia elleni barátságos találkozón, amely 1–1-es döntetlennel végződött.

## Sikerei, díjai

### Klubcsapatokkal
Slavia Prahaa
- Cseh bajnokság (1): 1995–96
- Cseh kupa (1): 1996–97

 Maccabi Haifa
- Izraeli kupa (1): 1997–98

## Fordítás
- Ez a szócikk részben vagy egészben  a   Jiří Vávra című cseh Wikipédia-szócikk ezen változatának fordításán alapul.  Az eredeti cikk szerkesztőit annak laptörténete sorolja fel. Ez a jelzés csupán a megfogalmazás eredetét és a szerzői jogokat jelzi, nem szolgál a cikkben szereplő információk forrásmegjelöléseként.